# Silene coronaria
Баршунаста пуцавица (лат. Silene coronaria) је је врста цветне биљке из породице каранфила (лат. Caryophyllaceae), пореклом из Азије и Европе.

## Опште карактеристике
Стабло је усправно и у горњем делу разгранато, нарасте 50-80 cm у висину. Листови су наспрамни, копљасти и зашиљени, сивозелене боје. Стабло и листови су прекривени густим, белим, вунастим длачицама. Цветови су појединачни и налазе се на дугим петељкама. Цветају од маја до јула. Плод је чаура у облику јајета која садржи црне семенке са оштро храпавом површином.

## Станиште и екологија
Природно расте у југоисточној Европи и југозападној и централној Азији. Често се гаји у цветним баштама, на ивицама цветних леја, у камењарима итд. Интродукована је у деловима Сједињених Америчких Држава. Наводно је виђена раштркана у деловима ниских планина до обалних равница Северне Каролине.
Толерише различите врсте тла све док су добро дрениране. Отпоран је на сушу и добро успева у баштама камењара или пукотина. Преферира пуно сунчеве светлости, али може толерисати мало сенке. Јелене не привлачи ова биљка због вунастог лишћа. Цвеће је без мириса; међутим, у нектару цвећа уживају лептири и пчеле. Одумирање истрошених цветова ће подстаћи континуирано цветање. Може размножавати семеном и базалним резницама. Биљка се сама засеје и има потенцијал да постане инвазивна.

## Распрострањеност
Аутохтоно расте у: Албанији, Бугарској, Чешкој, Словачкој, Грчкој, Мађарској, Ирану, Италији, Казахстану, Криму, Румунији, Таџикистану, Закавказу, Турској, Украјини, Западним Хималајима, земљама бише Југославије.
Алохтоно расте у: САД, Алжиру, Асаму, Аустралији, Аустрији, Бразилу, Канади, Русији, Чилеу, Данској, Финској, Великој Британији, Шпанији, Шведској, Швајцарској.

## Етимологија
Латинско име рода Silene је дато по богу Силену у грчкој митологији, први га је поменуо фламански ботаничар Mathias de l’Obel (1538 – 1616). Име врсте coronaria значи крунисана. На страним језицима називи су rose campion, dusty miller, mullein-pink, bloody William, Kronen-Lichtnelke, Vexiernelke, coquelourde des jardins, cotonaria (тал..), clavel lanudo (шпа.), dlakava lučca (сло.).